# Андрю Дивоф
Андрю Дивоф (роден на 2 юли 1955 г.) е венецуелски филмов и телевизионен актьор, известен с ролите си на злодеи във филми като „Господарят на желанията“, „Още 48 часа“ и „Еър Форс Едно“, а също и в сериали като „Изгубени“ и „От местопрестъплението: Маями“.

## Ранен живот
Дивоф е роден в Сан Томе, Венецуела. Баща му е руснак, а майка му е от Венецуела. От 1973 до 1977 г. живее във Велисар де Мар (Испания). Живее в Съединените щати. Дивоф говори осем езика: английски, испански, италиански, френски, немски, каталонски, португалски и език.